# Iecava kommun
Iecava kommun (lettiska: Iecavas novads) var en kommun i Lettland. Den låg i den centrala delen av landet, 40 km söder om huvudstaden Riga. Antalet invånare var 9 845. Arean var 312 kvadratkilometer. Iecavas novads gränsade till Olaine, Baldones novads, Vecumnieku novads, Bauskas novads och Ozolnieku novads.
2021 slogs kommunen samman med Bauska kommun.
Följande samhällen finns i Iecava kommun:
- Iecava